# Adam Ubertowski
Adam Ubertowski (ur. 1967) – polski prozaik, psycholog biznesu.
Mieszka i tworzy w Trójmieście.

## Proza
- Podróż do ostatniej strony (Gold, 1995) ISBN 978-83-90306-70-0
- Szkice do obrazu batalistycznego (Państwowy Instytut Wydawniczy, 1998) ISBN  978-83-06026-77-2
- Szczególny przypadek pani Pullmanowej ( L&L, 2001) ISBN 978-83-88595-55-2
- Bicz Boży (2003)
- Rezydenci, (FA-art, 2005) ISBN  978-83-91288-09-9
- Trans-Syberia (FA-art, 2010) ISBN  978-83-60406-08-3
- Inspektor Van Graaf (Wydawnictwo EMG,  2010) ISBN  978-83-925583-9-2
- Sopocki rajd, (Oficynka, 2014) ISBN  978-83-64307-47-8
- Kolekcja Ringelmanna (Oficynka, 2016) ISBN  978-83-64307-80-5
- Syndykat (Oficynka, 2017) ISBN  978-83-65891-04-4
- Trzecia wyspa (Oficynka, 2018) ISBN 978-83-65891-43-3
- Operacja Dżannah (Oficynka, 2020) ISBN 978-83-66613-36-2
- Mesjasz (Wydawnictwo Warstwy, 2024) ISBN 978-83-67186-88-9

## Publikacje naukowe
- Psychologia biznesu (FA-art, 2011) ISBN  978-83-60406-12-0
- Psychologia biznesu, wyd. 2 (Oficynka, 2015) ISBN  978-83-64307-55-3
- Golden Matrix. Jak nawiązać efektywny kontakt z Twoim Klientem (Oficynka, 2016) ISBN  978-83-64307-99-7